# 72nd Street (stacja metra na Eighth Avenue Line)
72nd Street – stacja metra nowojorskiego, na linii A, B i C. Znajduje się w dzielnicy Manhattan, w Nowym Jorku i zlokalizowana jest pomiędzy stacjami 81st Street – Museum of Natural History i 59th Street – Columbus Circle. Została otwarta 10 września 1932.